# Film annonce du film qui n'existera jamais : « Drôles de guerres »
Pour plus de détails, voir Fiche technique et Distribution.
Film annonce du film qui n'existera jamais : « Drôles de guerres » est un court métrage expérimental franco-suisse réalisé par Jean-Luc Godard et sorti en mai 2023. Écrit par Fabrice Aragno, Nicole Brenez et Jean-Paul Battaggia. Il s'agit du premier projet sorti après la mort de Godard en septembre 2022 et qui devient le film d'une heure Scénario projeté au festival de Cannes 2024 et diffusé sur Arte en 2025.
Le court-métrage a été présenté en première mondiale dans la section Cannes Classics du Festival de Cannes 2023, alors que des versions restaurées 4K d'À bout de souffle (1960), du Mépris (1963) et de Pierrot le Fou (1965), étaient projetées en parallèle en hommage au cinéaste.

## Synopsis
« Ne plus faire confiance aux milliards de diktats de l’alphabet pour redonner leur liberté aux incessantes métamorphoses et métaphores d’un vrai langage en re-tournant sur les lieux de tournages passés, tout en tenant conte des temps actuels ».

## Fiche technique
- Titre original : Film annonce du film qui n'existera jamais : « Drôles de guerres »
- Réalisateur : Jean-Luc Godard
- Scénario : Fabrice Aragno, Nicole Brenez, Jean-Paul Battaggia
- Photographie : Fabrice Aragno
- Montage : Fabrice Aragno
- Production : Gary Farkas, Clément Lepoutre, Olivier Muller, Anthony Vaccarello
- Sociétés de production : Saint Laurent, Vixens, L’Atelier
- Pays de production :  France -  Suisse
- Langue originale : français
- Format : Couleur
- Durée : 20 minutes
- Genre : expérimental
- Dates de sortie :
  - France : 21 mai 2023 (Festival de Cannes 2023)

## Production
Fabrice Aragno raconte à propos du développement du film : « Jean-Luc souhaitait, pour certains des chapitres du film, tourner en 35 mm noir et blanc, en 16 mm et en Super 8 en couleur. Il voulait revenir à la manière de faire des films à l’époque de ses débuts, mais avec la distance d’aujourd’hui. Nous étions en janvier 2020. Pendant qu’il progressait dans son travail, j’ai commencé des essais techniques. Mais la crise du Covid et les confinements successifs ont considérablement freiné notre progression. Jean-Luc a de son côté continué à travailler sur papier. Il a développé des versions successives du scénario annonçant le film. C’était une sorte de quintessence du film à venir, un chemin vers son origine, et à travers lui, le film existait déjà ! »

## Accueil critique
Selon Marcos Uzal dans les Cahiers du cinéma, « Dans sa radicalité, au sens propre (à la racine), Film annonce… synthétise ainsi tout son art : un cinéma de collage, qui engloberait la peinture (images fixes offertes dans une durée précise), la musique (le son et le rythme, avant même l’image) et la poésie (le texte cité, comme une couleur, une vision, une musique). Un film qui serait aussi un livre, une exposition, une discussion entre amis… ».